# Charakterisierung (Literaturwissenschaft)
Als Charakterisierung wird die Darstellung einer Person in erzählenden Kontexten bezeichnet. Ist diese Person fiktional, so handelt es sich um eine fiktive oder literarische Figur.
Dieses Verfahren wird auch als Charakterschilderung bezeichnet und fand seit dem 18. Jahrhundert Verwendung; vor der Aufklärung sind Charakterisierungen in der europäischen Literatur sehr selten, da Figuren vorher vor allem als Ideale oder Typen geschildert werden. Im Gegenzug dient die Verwendung von Charakterisierung auch als Anspielung, zur Abrundung eines Charakters oder zur Darstellung einer charakterlichen Entwicklung. Dabei wird auf Merkmale einer Person hingewiesen, die relevant für die Einschätzung ihrer Wesensart, ihrer Absichten, oder ihrer Vorgeschichte sind, ohne diese direkt zu schildern.
Diese Gesichtspunkte können sein:
- äußere Erscheinung (Geschlecht, Alter, Körperbau, Aussehen (Ohren, Mund, Nase), Kleidung)
- soziale Situation (Beruf, gesellschaftliche Stellung, soziale Beziehungen)
- äußeres Verhalten (Eigenarten, Gewohnheiten, Verhaltens- und Handlungsweisen, Sprache und Sprechweisen)
- psychisches Verhalten (Interessen, Probleme, Gefühle, Denkweisen, Einstellungen, Triebrichtungen, Problemorientierungen, Typrichtung)
- gesellschaftliche Bedingtheit und Wirkung (Inwiefern ist das äußere und psychische Verhalten gesellschaftlich bedingt? Wie wirkt es auf die Umwelt?)
- emotionale und soziale Beziehungen (Art des Umgangs der Personen miteinander)